# داني هرنانديز
داني هرنانديز (بالإسبانية: Dani Hernández) هو لاعب كرة قدم فنزويلي في مركز حراسة المرمى، ولد في 21 أكتوبر 1985 في كاراكاس في فنزويلا. شارك مع منتخب فنزويلا لكرة القدم. أما مع النوادي، فقد لعب مع رايو فايكانو ب ورايو فايكانو ورايو ماخاداهوندا وريال بلد الوليد وريال جيان وريال مدريد ج وريال مدريد وريال مورسيا وفالنسيا ميستايا ونادي أستيراس تريبوليس ونادي تينيريفي ونادي غوادالاخارا ونادي هويسكا.

## وصلات خارجية
- داني هرنانديز على موقع الاتحاد الدولي (مؤرشف)  (الإنجليزية)
- داني هرنانديز على موقع قاعدة بيانات كرة القدم.إي يو (الإنجليزية)
- داني هرنانديز على موقع ناشيونال فوتبول تيمز (الإنجليزية)
- داني هرنانديز على موقع Soccerway.com (الإنجليزية)
- داني هرنانديز على موقع AS.com (الإسبانية)